# Sainte-Marie-aux-Chênes
 Sainte-Marie-aux-Chênes  es una población y comuna francesa, en la región de Lorena, departamento de Mosela, en el distrito de Metz-Campagne y cantón de Marange-Silvange.

## Demografía
| 3290 | 3365 | 3326 | 3317 | 3302 | 3328 |
| Para los censos de 1962 a 1999 la población legal corresponde a la población sin duplicidades (Fuente: INSEE [Consultar]) |      |      |      |      |      |